# 約翰·內波穆克·梅爾策爾
約翰·內波穆克·梅爾策爾（德語：Johann Nepomuk Maelzel，1772年8月15日—1838年7月21日）是一名德國發明家、工程師和表演者，以製造節拍器和幾種音樂自動演奏裝置，以及展示欺詐性的西洋棋機器而知名。他與路德維希·范·貝多芬合作，為他的一項發明創作了一首樂曲。

## 生平
梅爾策爾於1772年8月15日出生於雷根斯堡。他是一個風琴製造家的兒子，接受過全面的音樂教育。他於1792年搬到維也納。經過幾年的研究和實驗，他製作了一件管弦樂器，並公開展出，之後以3,000弗羅林的價格售出。1804年，他發明了萬和琴，一種能夠演奏軍樂隊樂器的自動裝置，由風箱提供動力，由儲存音符的旋轉圓筒指揮。這引起了普遍的關注；他作為發明家在整個歐洲都很有名，被任命為維也納的宮廷機械師，並引起路德維希·范·貝多芬和其他著名作曲家的欽佩。這件樂器以120,000法郎的價格賣給了一位巴黎的崇拜者。

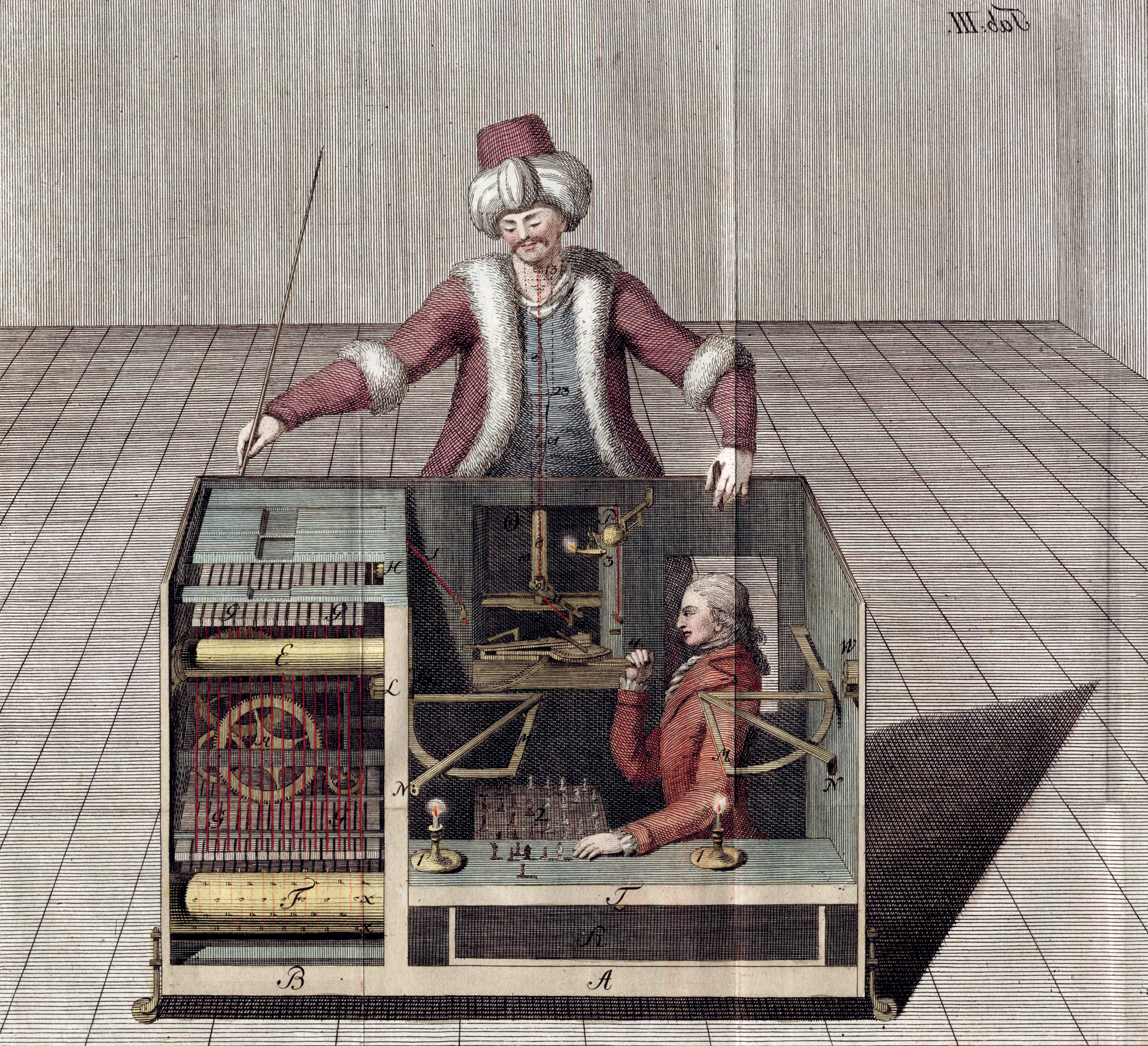
馮·肯佩倫的土耳其行棋傀儡

1805年，梅爾策爾買下沃爾夫岡·馮·肯佩倫的半被遺忘的自動棋手「土耳其行棋傀儡」，把它帶到巴黎，並以高額利潤賣給歐仁·德·博阿爾內。回到維也納後，他把注意力放在自動小號手的製造上，這個小號手以逼真的動作和突然變化的服飾，表演法國和奧地利的戰地信號和軍事歌曲。1808年，他發明了一種改進的耳小號，以及一種音樂天文鐘。
1813年，梅爾策爾和貝多芬關係密切。梅爾策爾構思並在音樂上勾勒出《威靈頓的勝利》，貝多芬為其創作音樂，並在梅爾策爾的「機械管弦樂隊」，即萬和琴上演奏；他們還舉辦了幾場音樂會，在音樂會上，貝多芬的交響曲與梅爾策爾的自動演奏器的表演穿插進行。1814年，貝多芬寫了一份證詞，聲稱梅爾策爾欺騙了他，並聲稱擁有這些音樂的所有權，還根據不准確的抄本非法進行表演。貝多芬在這份證詞中把梅爾策爾描述為「一個粗魯、無禮的人，完全沒有教育或修養」。
1816年，梅爾策爾作為節拍器的製造商在巴黎成立。梅爾策爾的節拍器是從德里希·尼古拉斯·溫克爾早先發明的節拍器中抄襲來的。到了1817年，貝多芬和梅爾策爾似乎已經達成和解。貝多芬對梅爾策爾的節拍器讚不絕口，並宣布他將停止使用像快板這樣的傳統速度指示。
1817年，梅爾策爾離開巴黎前往慕尼黑，然後又在維也納居住下來。這時，他找到重新購買馮·肯佩倫的自動棋手的辦法，在花了幾年時間準備建造和改進一些機械發明之後，他成立了一家企業，致力於在新世界展示他的一系列機械奇蹟。
1838年7月21日，梅爾策爾在委內瑞拉拉瓜伊拉港的一艘船上逝世，享年65歲。

## 備註
1. ↑  Beethoven’s Letters, Volume 1 （页面存档备份，存于）, Entry 127
2. ↑  Beethoven’s Letters, Volume 1 （页面存档备份，存于）, Entry 211

## 外部連結
- A short biography of Mälzel